# Ambrugeat

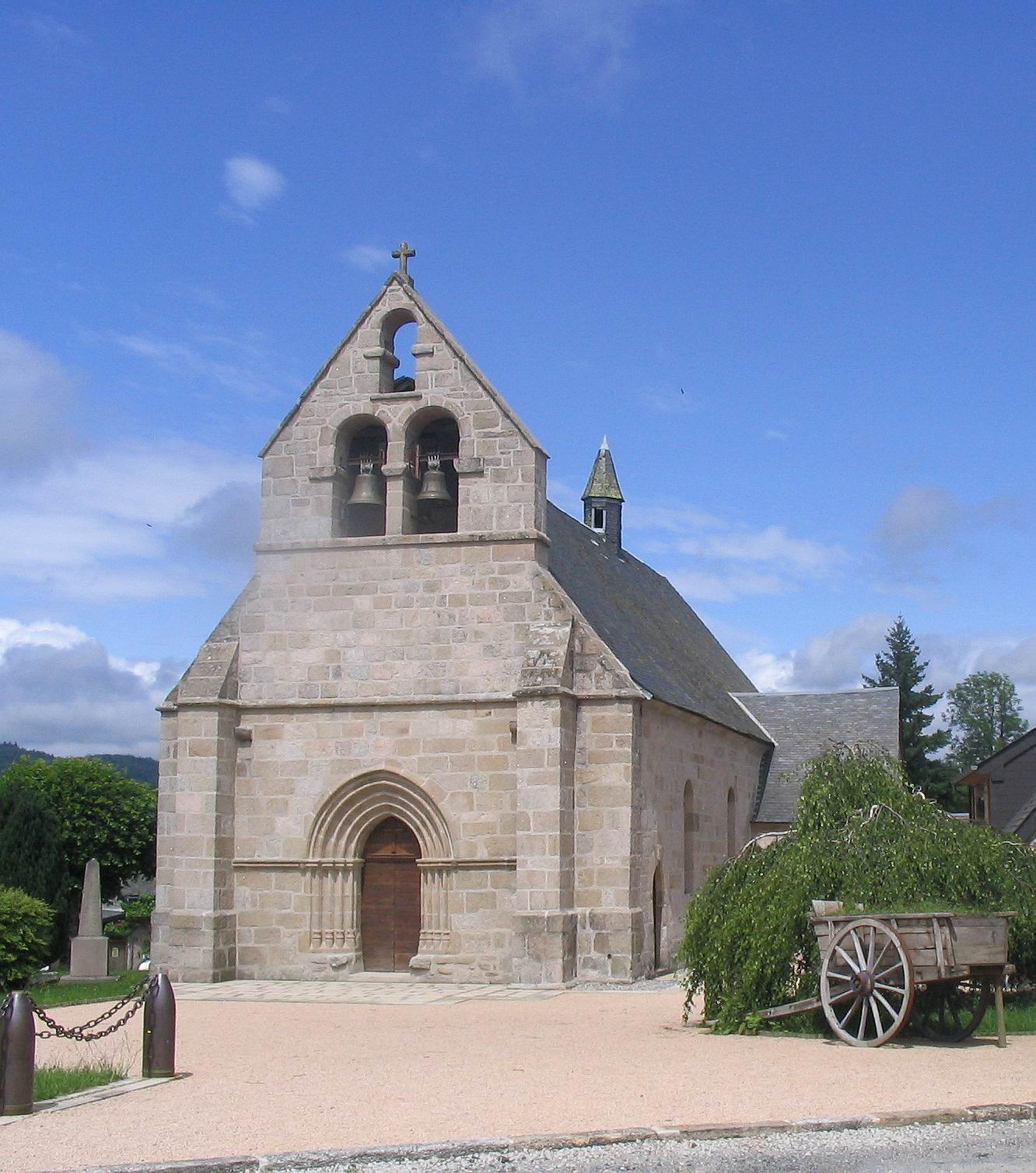
Kościół św. Marcina (2005)

Ambrugeat – miejscowość i gmina we Francji, w regionie Nowa Akwitania, w departamencie Corrèze.
Według danych na rok 1990 gminę zamieszkiwały 184 osoby, a gęstość zaludnienia wynosiła 6 osób/km² (wśród 747 gmin Limousin Ambrugeat plasuje się na 445. miejscu pod względem liczby ludności, natomiast pod względem powierzchni na miejscu 160.).

## Populacja

Populacja Ambrugeat w latach 1962–2008